# Anasha Campbell
Shantanny Anasha Campbell Lewis (Bluefields, 17 de septiembre de 1984) es una política nicaragüense, codirectora del Instituto Nicaragüense de Turismo y Ministra de Turismo de Nicaragua. Es la primera persona afrodescendiente en ocupar ese puesto.

## Biografía
Estudió en el Colegio Moravo de su ciudad natal y cursó estudios superiores en Managua. Es Licenciada en Relaciones Internacionales y tiene un Doctorado en Ciencias Sociales.
En 2004 fue elegida Miss Bluefields y participó en el certamen nacional de Miss Nicaragua, donde fue primera finalista y la primera mujer de la Costa Caribe en alcanzar ese puesto.
Trabajó como especialista en Política Internacional en Ministerio de Relaciones Exteriores de Nicaragua, vicepresidente ejecutiva del Instituto Nicaragüense de Turismo y directora de la Costa Caribe de esa institución.
En 2013 fue nombrada por el Consejo Centroamericano de Turismo como Secretaria de Integración Turística Centroamericana, cargo que desempeñó por cuatro años. En 2015 fue designada codirectora del Instituto Nicaragüense de Turismo.
En 2020 asumió en nombre del gobierno de Nicaragua la presidencia pro tempore del Consejo Centroamericano de Turismo y Consejo Directivo de la Agencia de Promoción Turística de Centroamérica por un periodo de seis meses.